# Президентские выборы в Чили (1881)
Президентские выборы в Чили проходили 15 июня 1881 года по системе выборщиков. Победил вновь представитель Либерального альянса Доминго Санта Мария.

## Предвыборная обстановка
Кандидатом от правящего Либерального альянса был Доминго Санта Мария. Его соперником стал герой Второй тихоокеанской войны генерал Мануэль Бакедано, которого поддерживали консерваторы и часть либералов, выступавших против правительства. На первый взгляд казалось, что Бакедано имел реальные шансы на победу, но правящий альянс вновь победил. 38 бюллетеней были оспорены в ходе подсчёта голосов в Национальном Конгрессе: 32 за Санта-Мария и 6 за Бакедано.

## Результаты
| Кандидат            | Партия                 | Голоса | %      |
| Доминго Санта Мария | Либеральный альянс     | 255    | 95,51% |
| ------------------- | ---------------------- | ------ | ------ |
| Мануэль Бакедано    | Консерваторы, либералы | 12     | 4,49%  |
| Оспорено            | —                      | 38     | —      |
| Всего               |                        | 267    | 100%   |